# 維基媒體國際會議

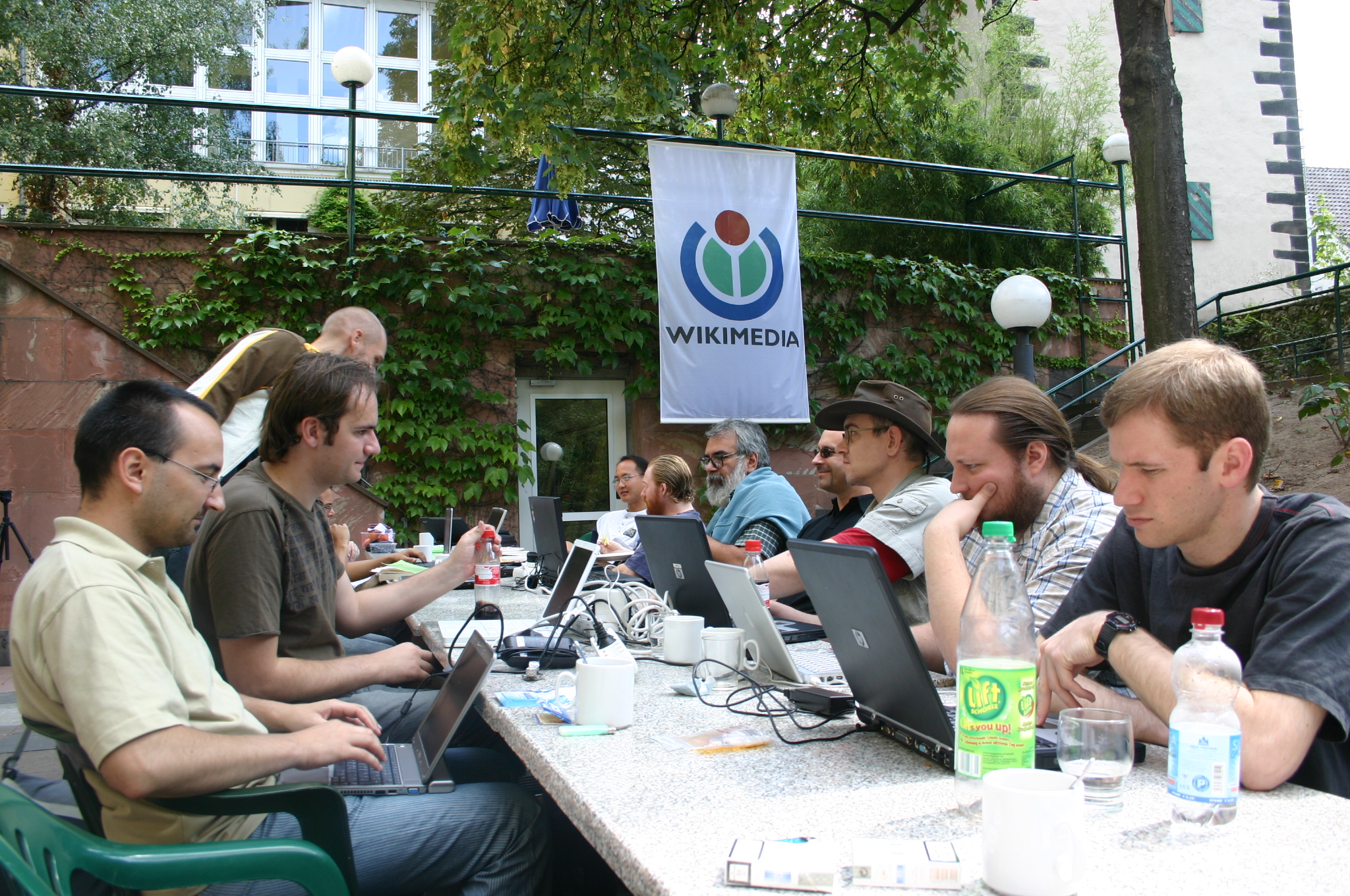
世界各地的維基人在庭外交流。

維基媒體國際會議（Wikimania）是維基媒體基金會主辦的有關維基及维基相關計畫的學術會議，使維基編者及用戶得以相見，並與維基研究者、維基開發者、媒體及公眾，共同探討維基各計畫、維基技術與文化、自由內容與文化運動的實踐、進展與未來。
2020年度的维基媒体国际会议原定在2020年8月5日至9日於泰国曼谷舉行，但因2019冠狀病毒病（COVID-19）疫情肆虐，会议延至2021年舉行。

## 命名
此會議的英文名稱為，全稱是，但該全稱在實際中絕少使用。英文名稱取自（「維基」及「圍紀」之意）與（「痴迷」、「執狂」之意），目前並無廣為接受的中文譯名，但有時譯為「維基狂」。譯為「維基媒體國際會議」或省略作「維基國際會議」，中文一般以此名稱呼，此外亦有譯為「國際維基媒體會議」、「國際維基會議」、「維基國際年會」、「國際維基年會」、「國際維基大會」、「維基大會」等名稱。

## 縱覽

維基媒體國際會議地點

| 會議                               | 標誌 | 日期         | 地點                   | 位置                       | 與會人數            | 演示存檔                           |
| ---------------------------------- | ---- | ------------ | ---------------------- | -------------------------- | ------------------- | ---------------------------------- |
| Wikimania 2005                     |      | 8月5日–7日   | 德國法蘭克福           | Germany                    | 380                 | 幻燈片、影片                       |
| Wikimania 2006                     |      | 8月4日–6日   | 美國坎布里奇           | 美國                       | 400                 | 幻燈片和論文、影片                 |
| Wikimania 2007                     |      | 8月3日–4日   | 中華民國（臺灣）臺北   | Republic of China (Taiwan) | 440                 | 照片                               |
| Wikimania 2008                     |      | 7月17日–19日 | 埃及亞歷山卓           | Egypt                      | 650                 | 摘要、幻燈片、影片                 |
| Wikimania 2009                     |      | 8月26日–28日 | 阿根廷布宜諾斯艾利斯   | Argentina                  | 559                 | 幻燈片、影片                       |
| Wikimania 2010                     |      | 7月9日–11日  | 波蘭格但斯克           | Poland                     | 約500               | 幻燈片                             |
| Wikimania 2011                     |      | 8月4日–7日   | 以色列海法             | Israel                     | 720                 | 演示、影片                         |
| Wikimania 2012                     |      | 7月12日–15日 | 美國華盛頓哥倫比亞特區 | 美國                       | 1,400               | 演示、影片                         |
| Wikimania 2013                     |      | 8月7日–11日  | 香港九龍               | Hong Kong                  | 700                 | 演示、 影片 （页面存档备份，存于） |
| Wikimania 2014                     |      | 8月6日–10日  | 英国伦敦               | United Kingdom             | 1,762               | 演示、 影片                        |
| Wikimania 2015                     |      | 7月15日–19日 | 墨西哥墨西哥城         | Mexico                     | 800                 | 演示, 影片                         |
| Wikimania 2016                     |      | 7月21日–28日 | 意大利埃西诺拉里奥     | Italy                      | 1,200               | 演示, 影片                         |
| Wikimania 2017                     |      | 8月9日–13日  | 加拿大蒙特利尔         | Canada                     | 1,000               | 演示, 影片                         |
| Wikimania 2018                     |      | 7月18日–22日 | 南非開普敦             | South Africa               | 700                 | 演示, 影片                         |
| Wikimania 2019                     |      | 8月14日–18日 | 瑞典斯德哥尔摩         |                            | 800                 |                                    |
| 2020年因2019冠狀病毒病疫情取消会议 |      |              |                        |                            |                     |                                    |
| Wikimania 2021                     |      | 8月13日–17日 | 线上进行               |                            |                     |                                    |
| Wikimania 2022                     |      | 8月11日–14日 | 线上进行               |                            |                     |                                    |
| Wikimania 2023                     |      | 8月16日–19日 | 新加坡                 |                            | 761，2105人線上參與 | 演示, 影片                         |
| Wikimania 2024                     |      | 8月7日–10日  | 波蘭卡托维兹           |                            |                     | 演示, 影片                         |
| Wikimania 2025                     |      | 8月6日–9日   | 肯亞奈洛比             |                            |                     | 演示, 影片                         |

## 會議

### 2005年度
2005年度維基媒體國際會議在2005年8月5日至8月7日，维基百科在创立4年后首次在德國法兰克福召开国际大会，探讨未来的发展策略以及促進世界各地的維基人交流。世界各地有關維基的研究人員和演講者，都在這次的大會上發表他們的研究成果和感想，主要是針對維基文化、維基技術和免費知識的傳播。
這次的大會主要包括演講和工作會議，其目的在於向與會者解說目前有關維基的最新進展以及未來的一些計畫。此外，大會以外的時間，也讓世界來自各地的維基人能夠互相交流。
大會的主要媒介語是英語，大部分的參與者使用英語交流，雖然如此，大會文書材料也將被翻譯成多個維基大會官方語言。

### 2006年度
2006年度維基媒體國際會議於2006年8月4日至8月6日在美國麻省劍橋（波士頓附近）的哈佛法學院校園舉行。

### 2007年度
由中華民國維基媒體協會爭取主辦的第三屆維基媒體國際會議（維基媒體國際大會2007，又稱2007為維基狂），於2007年8月3日至8月5日在臺灣臺北市士林區救國團劍潭海外青年活動中心舉行，共有全球98國、四百多名維基人、網路高手及媒體參加。維基百科創辦人吉米·威爾斯稱讚這是他所參加過最有秩序、準備最為充分的一次年會。在维基媒体站台的设置中，維基媒體國際大會2007同時設立了跨連結字首（Interwiki prefix）「[[wm2007:]]」以在各維基計劃中連結至相關頁面，如：「[[wm2007:Team and Volunteers]]」。

### 2008年度
2008年度維基媒體國際會議已於7月17日至7月19日在埃及亞歷山卓的新亞歷山大圖書館舉行。

### 2009年度

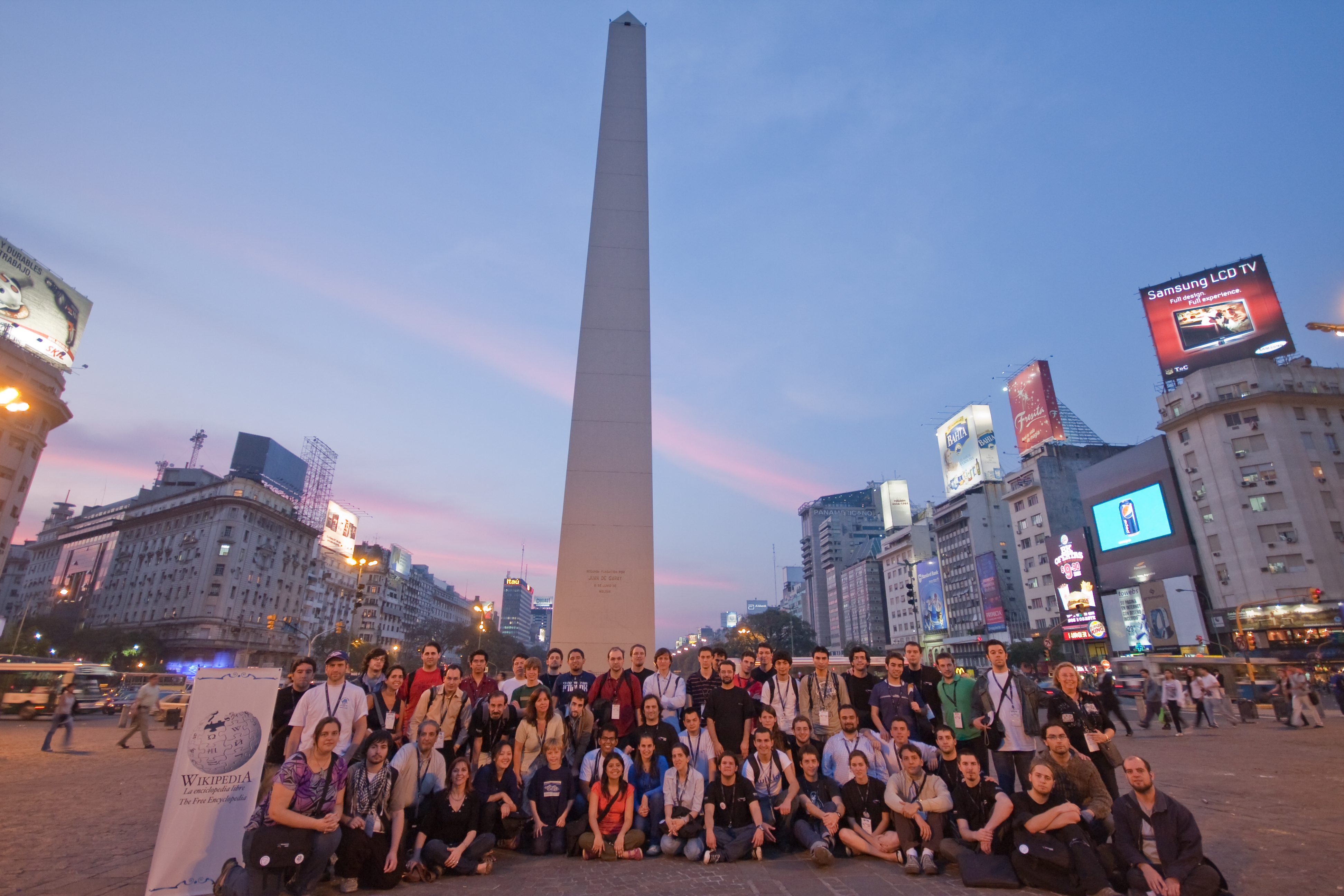
2009年維基媒體國際會議期间，西班牙语维基人在布宜诺斯艾利斯方尖碑的合影。

2009年維基媒體國際會議标志

2009年度維基媒體國際會議會於8月26日至8月28日在阿根廷布宜諾斯艾利斯圣马丁将军文化中心舉行。其他的候選城市為加拿大多倫多、澳大利亚布里斯本及德国卡爾斯魯厄。
这是第一个提供双语同声传译服务的活动，也是第一个在拉丁美洲举办。主讲人包括中理查德·斯托曼和吉米·威爾斯。会议获得了西班牙電信集团、理查德·劳恩斯伯里基金会、Answers.com、Kaltura、德國維基媒體協會、布宜诺斯艾利斯自治市政府、開放社會研究所、wikiHow、Wikia和信用合作银行赞助。
该活动由阿根廷维基媒体协会组织，是维基媒体基金会在阿根廷的分会。

### 2010年度
2010年度維基媒體國際會議會於7月9日至7月11日在波蘭格但斯克的波蘭波羅的海愛樂樂團音樂廳舉行。其他候選城市為阿姆斯特丹及牛津。

### 2011年度
2011年度維基媒體國際會議於2011年8月4至7日在以色列海法舉行。維基媒體基金會的新一屆理事會成員名單在Wikimania（「為維基狂」會議）公布，共10人，陈霆繼續留任主席。

### 2012年度
2012年度維基媒體國際會議會於2012年7月12日至15日在美國華盛頓哥倫比亞特區的喬治·華盛頓大學举行。

### 2013年度
2013年度維基媒體國際會議會於2013年8月7日至11日在香港的香港理工大學举行。

### 2014年度
2014年度維基媒體國際會議於2014年8月8日至10日在英國倫敦的巴比肯藝術中心舉辦。

### 2015年度
2015年度维基媒体国际会议于2015年7月15日至19日在墨西哥墨西哥城墨西哥城弗雷玛希尔顿酒店举行。

### 2016年度
2016年度维基媒体国际会议于2016年6月24日至26日在意大利埃西诺拉里奥举行。

### 2017年度
2017年度维基媒体国际会议于2017年8月9日至13日在加拿大魁北克省蒙特利尔喜来登中心大酒店举行。

### 2018年度

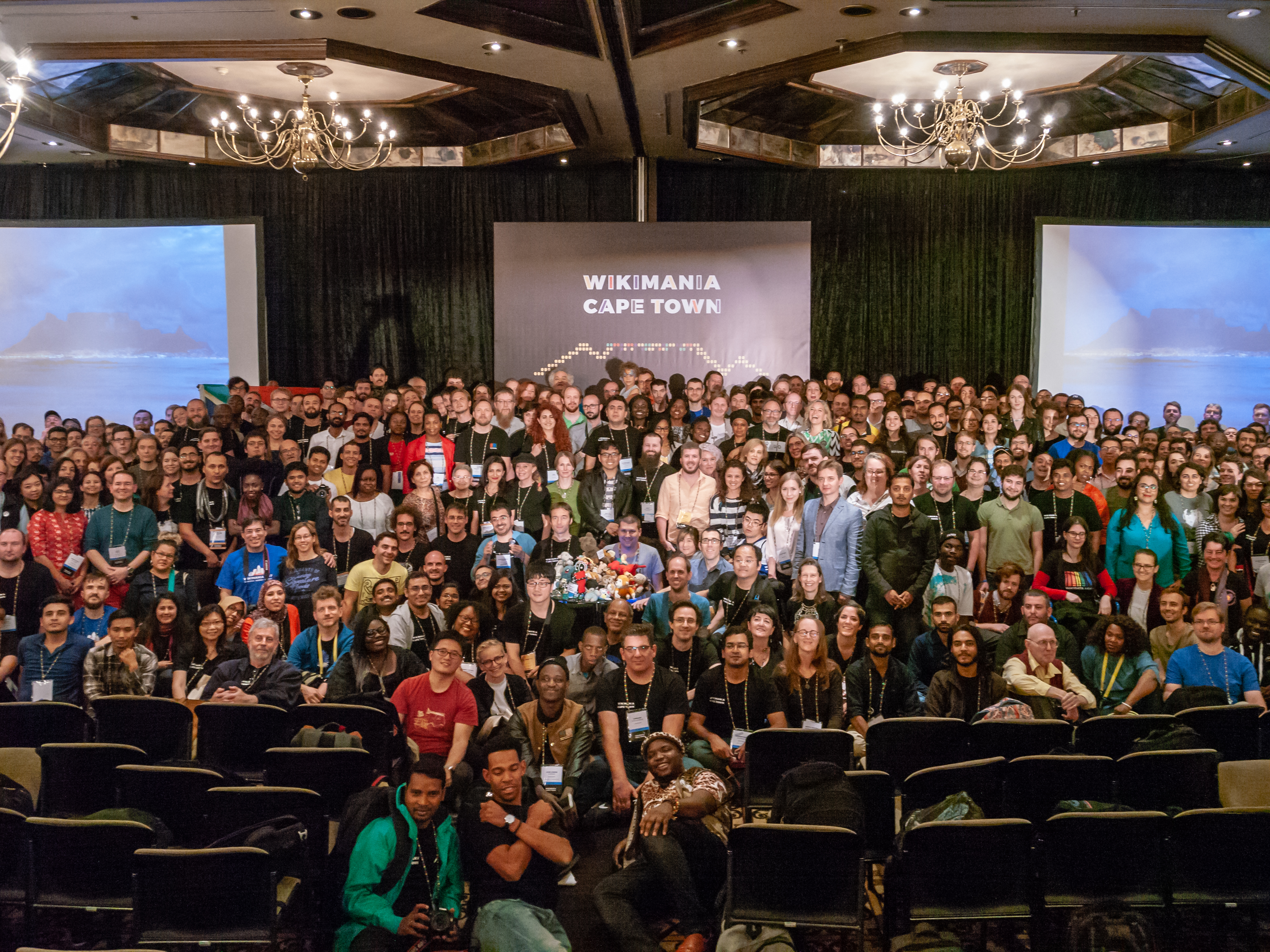
Wikimania 2018 團體照

2018年度維基媒體國際會議於2018年7月18日至7月22日在南非開普敦的開普敦大學舉辦。

### 2019年度
2019年度維基媒體國際會議於2019年8月14日至18日在瑞典斯德哥尔摩的斯德哥尔摩大学舉辦。

### 2020-2022年度
2020年度維基媒體國際會議原計劃于2020年8月5日至9日在泰国曼谷舉辦。这将是第三次在亚洲举行，也是第一次在东南亚举行。但因2019冠状病毒病疫情，這次會議被推迟到2021年8月13日至17日以線上會議舉辦。2022年也同樣以線上會議方式舉辦，除部分地區有實體活動。

### 2023年度
2023年度維基媒體國際會議於2023年8月16-19日在新加坡舉行。

## 外部連結
- 維基媒體國際大會官方網站
- Worldwide Wikimania （页面存档备份，存于） The Guardian, 2005年8月11日
- 互联网时代的知识革命？－首届维基大会采访记 （页面存档备份，存于） 德國之聲訪問中文維基人, 2005年8月8日